# Stat ateu
Un stat ateu este un stat sau o țară în care guvernul „promovează ateismul”, interzicând practicarea și libertatea religioasă.
Promovarea ateismul de către stat ca o normă publică a fost aplicată într-o perioadă scurtă în Franța revoluționară de la 1789. Statele socialiste se numără printre cele care au aplicat această gândire. Statul ateu poate avea o poziție activă față de religie, și de persecutare a instituțiilor religioase, a liderilor și credincioșilor. Uniunea Sovietică a avut o istorie lungă ca stat ateu, unde succesul social, în mare măsură, cerea persoanelor fizice să practice ateismul și să absenteze de la lăcașurile de cult; această atitudine a fost aplicată, în special, de Iosif Stalin. Uniunea Sovietică a încercat să suprime religia pe mari arii de influență a acesteia, printre care și cele din Asia Centrală. Republica Populară Socialistă Albania, sub conducerea lui Enver Hodja, a interzis oficial practicarea tuturor religiilor.

Harta lumii ce arată țări care cândva au impus ateismul de stat (în roz) ori îl practică acum, în 2020 d.C. (în roșu). Majoritatea țărilor de azi care au adoptat, oficial, ateismul sunt țări socialiste, cu ceva excepții, ca Franța revoluționară de la 1789 ori Mexicul din timpul Războiului Cristeros.

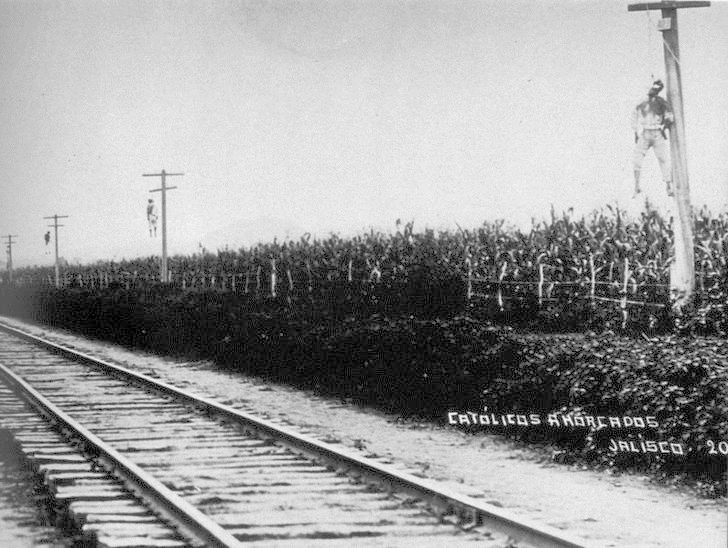
Luptători Cristeros, dați la ștreang în statul mexican Jalisco.

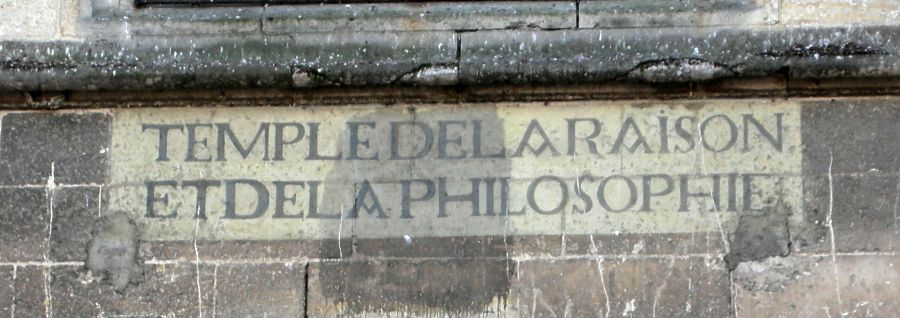
Inscripție barbară a cultului "Rațiunii și a Ființei supreme" pe un zid al bisericii "Sf. Martin" de la d'Ivry-la-Bataille, de pe timpul Revoluției franceze. În 1792-1794 d.C., astă biserică a fost transformată în Templu al Rațiunii.

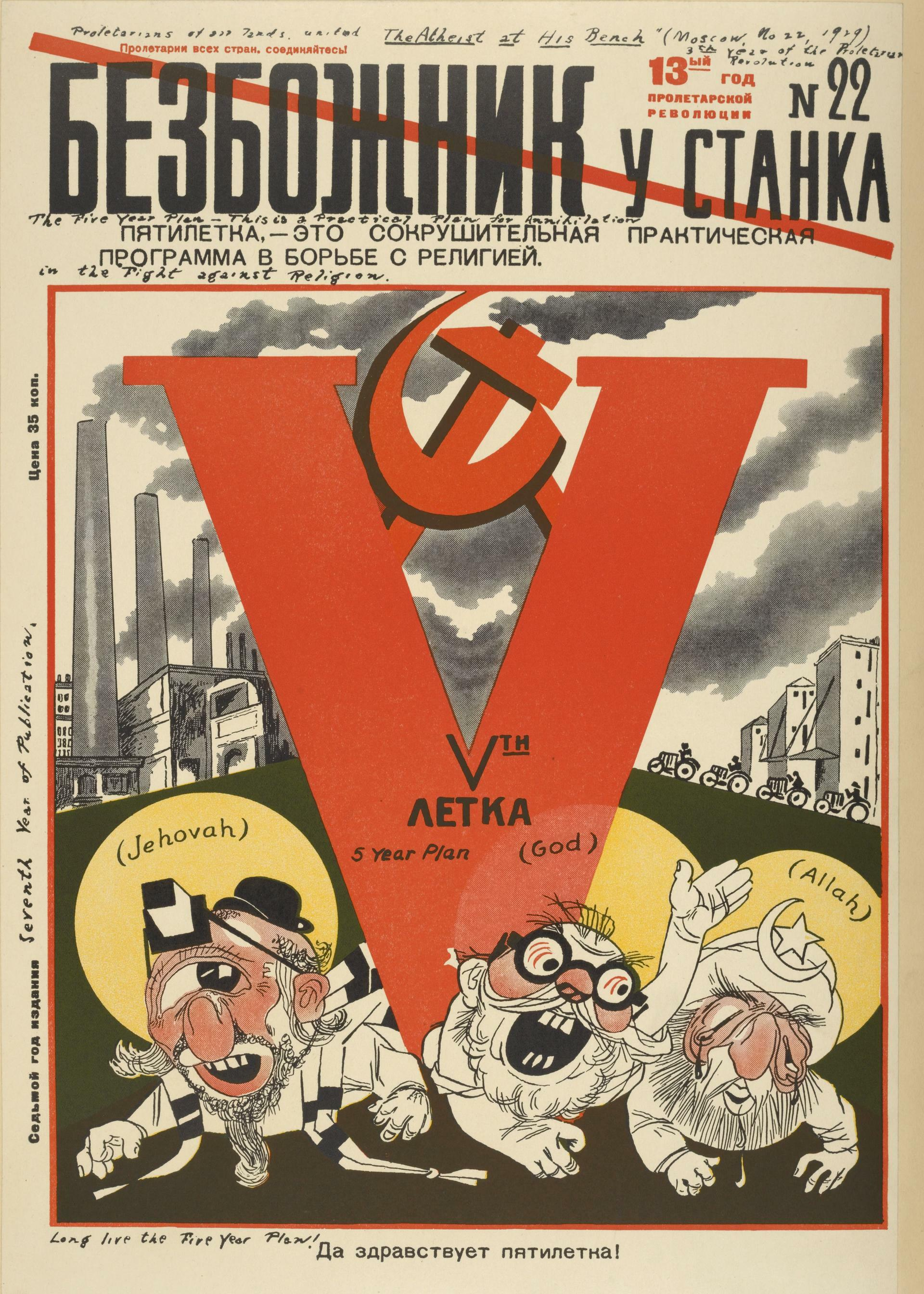
Coperta revistei Bezbojnik de la 1929, a "Societății necredincioșilor". Primul plan cincinal (pe 5 ani) al Uniunii Sovietice e arătat zdrobind zeii religiilor abrahamice.